# 缅北腹链蛇
缅北腹链蛇（学名：Hebius venningi）为水游蛇科东亚腹链蛇属的爬行动物，俗名西双游蛇。分布于缅甸以及中国大陆的云南西双版纳等地，一般栖息于山涧沟边。其生存的海拔范围为900至1100米。该物种的模式产地在缅甸。

## 保护
本种于2023年被收录入《有重要生态、科学、社会价值的陆生野生动物名录》。